# Гінерпетон
Гінерпетон (Hynerpeton) — рід хижих пізньодевонських амфібій.
Він був знайдений в 1993 р. палеонтологами Тедом Дешклером і Нейлом Шубіним поруч з Хайнером (штат Пенсільванія, США). Вік істоти — приблизно 360 мільйонів років тому. Єдиний вид — Hynerpeton bassetti.

## Опис
Гінерпетон не є родичем сучасних амфібій, він відноситься до іхтіостегалій, як й іхтіостега. Довжина гінерпетона становила 2 м, це найбільше девонське земноводне.
Його легені, можливо, представляли собою мішечки. Але все ж гінерпетон не міг вбирати кисень, як це роблять рептилії, птахи, і звірі. Він дихав слизовою оболонкою рота. Це тому, що його легені досить примітивні. Плече потужне.

## У популярній культурі
Гінерпетон показаний у телесеріалі «Прогулянки з монстрами». Але там гінерпетон виглядає занадто прогресивним для іхтіостегалій. У фільмі на нього полює м'ясоїдна риба гінерія.